# Стернер, Улоф
Улоф Стернер (швед. Olof Sterner, 1914, Норрчёпинг — 30 сентября 1968, Стокгольм) — шведский шахматист, мастер. Один из сильнейших шахматистов Швеции 1950-х гг. В составе сборной Швеции участник шахматной олимпиады 1958 г., матча со сборной СССР, других командных турниров и матчей. Участник крупных международных турниров в Дрездене (1956 г.) и Гастингсе (1957 / 1958 гг.). Главное достижение на международной арене — победа в турнире северных стран, который состоялся в Хельсинки в 1957 г.

## Спортивные результаты
| Год         | Город     | Соревнование                                    | + | − | = | Результат | Место |
| ----------- | --------- | ----------------------------------------------- | - | - | - | --------- | ----- |
| 1954        | Стокгольм | Матч Швеция — СССР (против И. Е. Болеславского) | 0 | 2 | 0 | 0 из 2    |       |
| 1956        | Дрезден   | Международный турнир                            | 0 | 6 | 9 | 4½ из 15  | 13—14 |
| 1957        | Хельсинки | Турнир северных стран                           |   |   |   |           | 1     |
| 1957 / 1958 | Гастингс  | Международный турнир                            | 2 | 2 | 5 | 4½ из 9   | 5—6   |
| 1958        | Мюнхен    | XIII Олимпиада (сборная Швеции, 1-я доска)      | 4 | 4 | 6 | 7 из 14   |       |
| 1960        | Стокгольм | Отборочный турнир командного первенства Европы  | 0 | 1 | 2 | 1 из 3    |       |